# Книга пророка Малахії

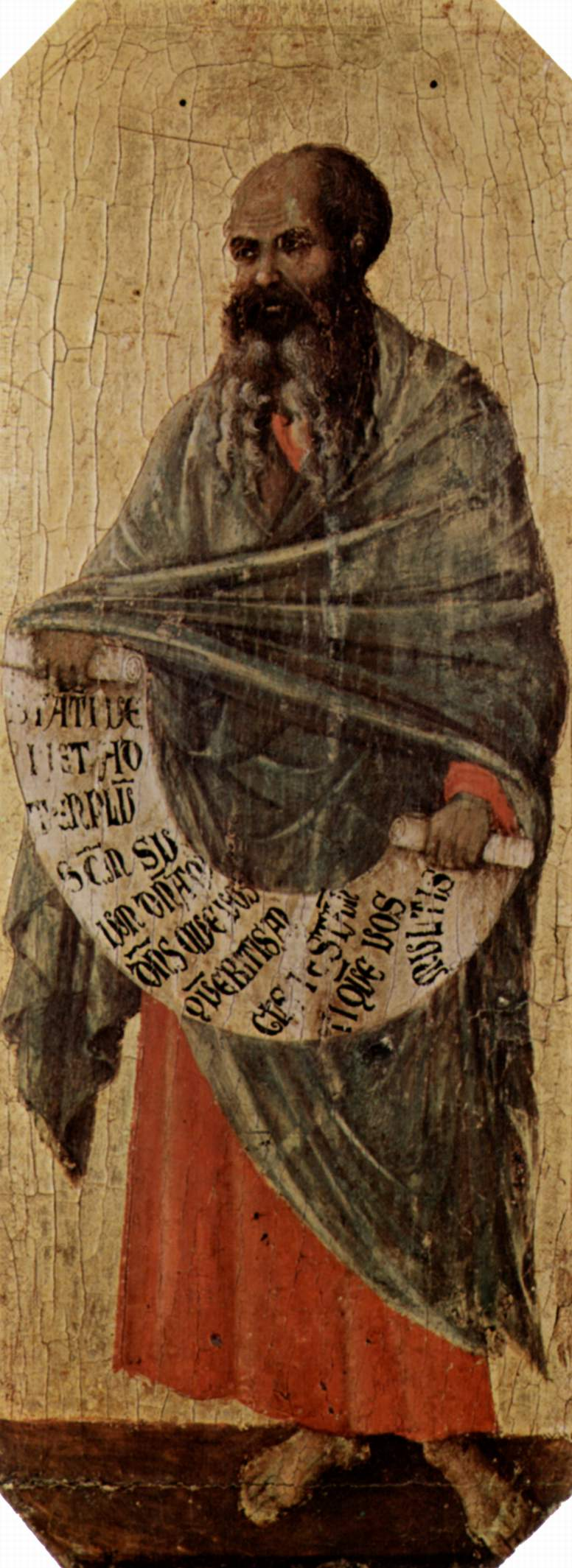
Малахія; вівтар Сієнського собору (1308 — 1311)

Книга пророка Малахії (Книга Малахії, Малахія, Мал.) — остання дванадцята книга малих пророків Старого Завіту Біблії.
Малахія жив і проповідував близько 450 р. до н. е., коли храм Господній у Єрусалимі вже був відбудований. Від пророка Малахії до приходу Христа-Месії у юдейського народу не було пророків, тож він був останнім із старозавітних пророків. Діяльність цього незнаного нам ближче пророка припадає на час після виступу Аггея і Захарії. Але якщо ці пророки були вістунами надії, то Малахія закликає до розкаяння і навернення. Правда, що стараннями Аггея і Захарії було відбудовано Храм, але на думку Малахії існує ще багато причин для затримки приходу мессіянського царства. Це передовсім — зіпсуття звичаїв, недбальство священиків царині культу, зростання кількості змішаних подруж, що приводить до релігійної байдужості та навіть ідолопоклонства. Допомагаючи народові усвідомити це зло, Малахія приготовляє дорогу для реформ Езри та Неємії.

## Розділи Книги Малахії
Книга складається із шести діалогів. У кожному із них Господь, або пророк щось стверджують, а народ і священики опонують. Ягве відповідає майже зажди у формі звинувачення і картання. Темами діалогів, що змінюють один одного є:
- любов Бога до народу (І)
- звинувачування у недосконалому відправлюванні культу (ІІ)
- осудження змішаних подруж (ІІІ)
- суд над безбожними (IV)
- провини у сфері культу і спричинені цим неврожаї (V)
- відплата справедливим і безбожним у день суду (VI, (Мал. 3:17))

Господь, твердить пророк Малахія, полюбив свій вибраний народ найбільше з-поміж інших народів і захищав його від навколишніх ворогів. Та замість подяки, священики дозволили різні побутові неподобства як-от подружню розлуку, недбалі жертвоприношення тощо. Тим-то всі старозавітні жертви будуть скасовані, а на їхнє місце Господь установить чисту безкровну жертву, яку приноситимуть його святому імені всі народи від сходу до заходу сонця.